# Ligament trapézoïde
Le ligament trapézoïde est situé dans l'épaule. C'est un ligament stabilisateur de l'articulation acromio-claviculaire.

## Origine
Le ligament trapézoïde a pour origine le quart latéral de la face inférieure de la clavicule, en dehors du ligament conoïde. Sa surface d'insertion est de forme triangulaire.

## Trajet
Le ligament trapézoïde forme un trapèze épais (5 mm)  orienté en haut, en dehors et légèrement en avant.

## Terminaison
Il s'achève sur la face supérieure du processus coracoïde, sur la scapula.

## Biomécanique
Le ligament trapézoïde assure la stabilité de l'articulation acromio-claviculaire avec le ligament conoïde et le ligament coraco-claviculaire médial.